# Capri (sång)
Capri (Engelska Isle of Capri), är en sång, skriven av Will Grosz, med text av Jimmy Kennedy 1933. Sångtexten översattes till svenska av Sven-Olof Sandberg, som även hade en hit med sången samma år. Sångtexten berättar om ett romantiskt möte på ön Capri med refrängens ord "Det var på Capri vi mötte varandra".
Sången har senare spelats in i otaliga coverversioner på både engelska, svenska och andra språk. På svenska har den sjungits av bland andra Bertil Boo, Cacka Israelsson och Sten Nilsson. Den var även filmmusik i de svenska filmerna Främmande hamn och Lars Hård 1948.